# Rafael González Villa
Rafael González Villa (Brihuega, España, 1921 - La Paz, Bolivia, 1999) conocido como Machaquito, fue un torero español nacido en la localidad guadalajareña de Brihuega.
En 1941, con veinte años, debutó como novillero. Su primer triunfo importante fue en 1944 al cortar dos orejas en la plaza de toros de Bilbao, en dicha corrida alternaba con Rendón y Alcántara, por esto recibió críticas positivas por parte de la prensa especializada.
Continuó cosechando triunfos por las plazas de toros de toda España: Santander, Barcelona, Valencia, Albacete, Pamplona etc; alternando con figuras como Rafael Martín Vázquez y Aguado de Castro.

## Carrera profesional
Debuta en Las Ventas en agosto de 1944 donde recibe una cornada similar a la que posteriormente costaría la vida a Manolete, con quien llegó a torear en un mano a mano.
Su paso por las ferias americanas fue lo que le hizo alcanzar fama y reconocimiento, toreando en Colombia, Venezuela, Ecuador, Perú y Bolivia, hasta principios de los años setenta, retirándose en 1973.
En 1949, tomó la alternativa en la antigua Plaza de Toros de Colombia de manos de Paco Lara. Como testigo estuvo Álvarez Pelayo. Durante los años 40, 50, 60 y principios de los 70, Machaquito fue cosechando triunfos continuamente y conquistando a la afición americana. En 1952 llegó a La Paz, la capital de Bolivia, donde se quedaría a vivir permanentemente. Allí toreó en la Plaza de Toros más alta del mundo (Plaza de Toros Olympic).
En 1973, Machaquito abandonó las arenas, con el tradicional corte de coleta. A partir de ese momento, en su ciudad de adopción, se dedicaría a la empresa de toros y a la numismática, alcanzando a ser Presidente de la Sociedad Numismática de Bolivia, y convirtiéndose en un personaje muy querido y admirado en el ámbito intelectual y artístico de la capital boliviana.
- Datos: Q9065794